# Keswick (Kumbria)
Keswick – miasto i civil parish w Anglii, w Kumbrii, w dystrykcie (unitary authority) Cumberland. Leży nad jeziorem Derwent Water, 35 km na południe od miasta Carlisle i 398 km na północny zachód od Londynu. W 2011 roku civil parish liczyła 4821 mieszkańców.
Od 1875 organizuje się tutaj corocznie "konwencje" (ang. Keswick conventions) zwolenników ruchu uświęceniowego, służące rozwojowi jednej z odmian pobożności ewangelikalnej.
W mieście znajduje się muzeum ołówków Cumberland Pencil Museum.